# Česká červinka
Česká červinka je původní české, kombinované plemeno skotu, středního tělesného rámce s typickým žlutočerveným zbarvením. V minulosti bylo na českém území chováno v různých rázech, například líšťnanském, slezském či chebském. Plemeno je za účelem ochrany biodiverzity evidováno v Národním programu konzervace a využívání genetických zdrojů rostlin a zvířat. Chovným cílem je regenerace plemene a udržení charakteru české červinky jako rustikálního plemene a genetického zdroje.

## Historie
Česká červinka patří do skupiny středoevropského červeného skotu. Vývojově se tato plemena odvozují od malé formy divokého tura krátkorohého, který obýval Evropu na sever od Alp. Červený skot tohoto původu je pravděpodobně původní rasou na tomto území chovaného skotu. Česká červinka, původně chovaná v různých formách podle oblasti chovu a lišící se zbarvením a dojivostí, je příbuzná polské a německé červince.
Snahy o záchranu červinek započaly již před první světovou válkou, kdy bylo malé stádo umístěno na školní statek v Uhříněvsi. Po druhé světové válce byl program záchrany v útlumu, přesto v sedmdesátých letech existovala ještě tři stáda čítající přibližně 350 krav (St. statek Hajnice, St. statek Benešov a Netvořice). V roce 1987 se regenerací české červinky začala zabývat Vysoká škola zemědělská v Praze nákupem 16 plemenic pro svůj školní statek v Lánech, později se přidala i Jihočeská univerzita v Českých Budějovicích. 
S využitím býků příbuzné polské a německé červinky dosáhl v roce 2000 početní stav jedinců uznaných jako genetický zdroj sta kusů. V roce 2007 byl ve VÚŽV Uhříněves a na Jihočeská univerzitě zahájen projekt regenerace s využitím embryí uchovávaných od roku 1997, v roce 2008 se v rámci projektu narodilo 18 telat.

## Plemenné znaky
Červinka je plemeno se středním tělesným rámcem. V roce 1930 se červinky vyznačovaly žlutočerveným zbarvením a žlutými rohy s tmavými špičkami. Kohoutková výška se pohybovala od 117 do 138,5 cm a hmotnost byla kolem 520 kg, ovšem mezi místními formami existovaly značné rozdíly, chebské červinky byly menší, slezské červinky měly tmavě červenou barvu.
Současná populace červinek je typická červeným zbarvením, někdy s nádechem do žluta, hlava je klínovitá, zvířata jsou rohatá. Rohy jsou kratší, světlé, někdy se objevují tmavé špičky.  Kohoutková výška krav se pohybuje mezi 125–135 cm a hmotnost dosahuje  470–530 kg. Plemeno je charakteristické živým temperamentem a konstituční pevností, další jeho předností je dlouhověkost, tělesný vývoj je však pozdní a mléčná užitkovost je nízká, u krav na I. laktaci v rozmezí 3000–3500 kg, na II. laktaci potom 3500–4000 kg mléka za laktaci.

## Užitkovost
Mléčná užitkovost v extenzivním pastevním chovu dosahuje 1835 kg (2004), v intenzivním stájovém chovu 3000 kg, při vyšší tučnosti až 4,6 %. Největší zvláštností je barva mléka, která by měla být nažloutlá.
Proces uchování starých, původních plemen hospodářských zvířat jako potenciálních genových zdrojů má dlouholetou zahraniční i domácí historii. Původní účel spočíval v uchování kulturního dědictví předků ve výsledcích jejich šlechtitelské práce. V současné době se v návaznosti na poznatky genetiky stalo rozhodujícím důvodem ochrany těchto plemen uchování množiny genů konzervovaných v jejich genotypu. 

## Národní program
Projekt ochrany české červinky v rámci Národního programu zajišťuje Česká zemědělská univerzita v Praze a zemědělská fakulta Jihočeské univerzity v Českých Budějovicích. 